# Brachygasterina maculata
Brachygasterina maculata är en tvåvingeart som beskrevs av Couri, Carvalho och Adrian C. Pont 2007. Brachygasterina maculata ingår i släktet Brachygasterina och familjen husflugor. Inga underarter finns listade i Catalogue of Life.